# 皮德盧比 (埃米利奇涅區)
50°55′21″N 27°44′4″E / 50.92250°N 27.73444°E
皮德盧比（烏克蘭語：Підлуби），是烏克蘭北部的村莊，隸屬日托米爾州的茲維亞赫爾區。該村始建於1586年，面積5.98平方公里，海拔高度196米，2001年人口1,518，人口密度每平方公里253.93人。